# Lotus 25

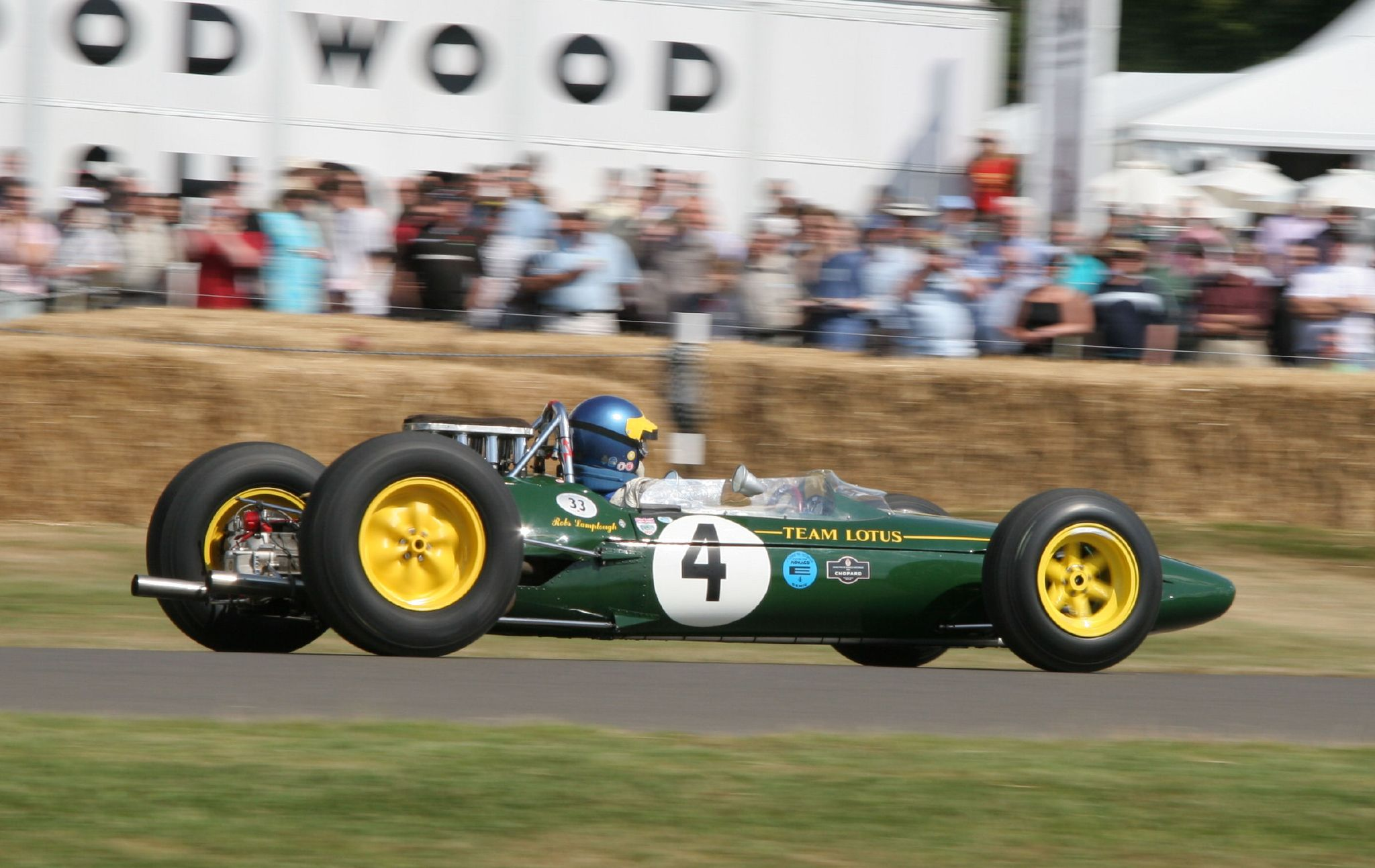
Lotus 33

Lotus 25 och den vidareutvecklade Lotus 33 är en serie formel 1-bilar, tillverkade av den brittiska biltillverkaren Lotus mellan 1962 och 1965.

## Bakgrund
Colin Chapman var den mest framgångsrike av de brittiska F1-konstruktörer som Enzo Ferrari brukade avfärda som ”kit-car-byggare”. Chapmans första F1-bilar från slutet av 1950-talet gjorde inga större intryck, men när CSI begränsade motorstorleken till 1,5 liter 1961 kom Chapmans innovativa idéer till sin rätt.

## Utveckling

### Lotus 25
Till säsongen 1962 hade Lotus arbetat på en modell kallad Lotus 24 som man erbjöd även till privata stall. Den var konventionellt uppbyggd med en fackverksram. När bilen debuterade vid Nederländernas Grand Prix rullade Team Lotus till allmän förvåning ut fabriksstallets bil, Lotus 25. Den stora skillnaden var att 25:an hade en lägre, självbärande kaross. Lotus 25 var inte den första F1-bilen med självbärande kaross, men den blev den dittills mest framgångsrika och snart hade alla konkurrenter följt efter. Sittbrunnen var så lågt byggd att förarställningen blev närmast liggande. Med den låga karossen minimerades frontarean och därmed minskades luftmotståndet. Lotus fortsatte köpa motorer från Coventry Climax som för den nya 1,5-litersformeln tagit fram en ny V8-motor.
Team Lotus fortsatte tävla med bilen parallellt med efterträdaren Lotus 33 fram till 1965

### Lotus 33
Lotus 33 var en vidareutveckling av 25:an som togs fram till säsongen 1964. Bilarna var nästan identiska till det yttre men alla delar hade förbättrats, framför allt hjulupphängningen. Hjulbasen var längre för att få plats med den senaste generationen Climax-motorer. Till 1965 fick motorn nya fyrventilstoppar.
När den nya trelitersformeln infördes 1966 hade Lotus planerat att ersätta 33:an med Lotus 43. Problemen med BRM:s H 16-motor gjorde att Team Lotus fortsatte använda den äldre bilen med motorn förstorad till två liter fram till början av 1967.

## Tekniska data
| Tekniska data           | Lotus 25                                                            | Lotus 33                                                            |
| ----------------------- | ------------------------------------------------------------------- | ------------------------------------------------------------------- |
| Motor:                  | Mittmonterad 90° 8-cylindrig V-motor                                | Mittmonterad 90° 8-cylindrig V-motor                                |
| Cylindervolym:          | 1495 cm³                                                            | 1495 cm³                                                            |
| Borrning x slaglängd:   | 67,9 x 51,6 mm                                                      | 67,9 x 51,6 mm                                                      |
| Max effekt vid varvtal: | 195 hk vid 9 500 v/min                                              | 215 hk vid 10 800 v/min                                             |
| Ventilstyrning:         | Dubbla överliggande kamaxlar per cylinderrad                        | Dubbla överliggande kamaxlar per cylinderrad                        |
| Ventiler per cylinder:  | 2 st                                                                | 4 st                                                                |
| Bränslesystem:          | Lucas bränsleinsprutning                                            | Lucas bränsleinsprutning                                            |
| Växellåda:              | 5-växlad manuell                                                    | 5-växlad manuell                                                    |
| Hjulupphängning fram:   | Dubbla triangellänkar, skruvfjädrar                                 | Dubbla triangellänkar, skruvfjädrar                                 |
| Hjulupphängning bak:    | Undre triangellänk, övre tvärlänk, dubbla längslänkar, skruvfjädrar | Undre triangellänk, övre tvärlänk, dubbla längslänkar, skruvfjädrar |
| Bromsar:                | Skivbromsar                                                         | Skivbromsar                                                         |
| Chassi & kaross:        | Självbärande aluminiummonocoque med glasfiberkaross                 | Självbärande aluminiummonocoque med glasfiberkaross                 |
| Hjulbas:                | 231 cm                                                              | 234 cm                                                              |
| Torrvikt:               | 450 kg                                                              | 450 kg                                                              |

## Tävlingsresultat

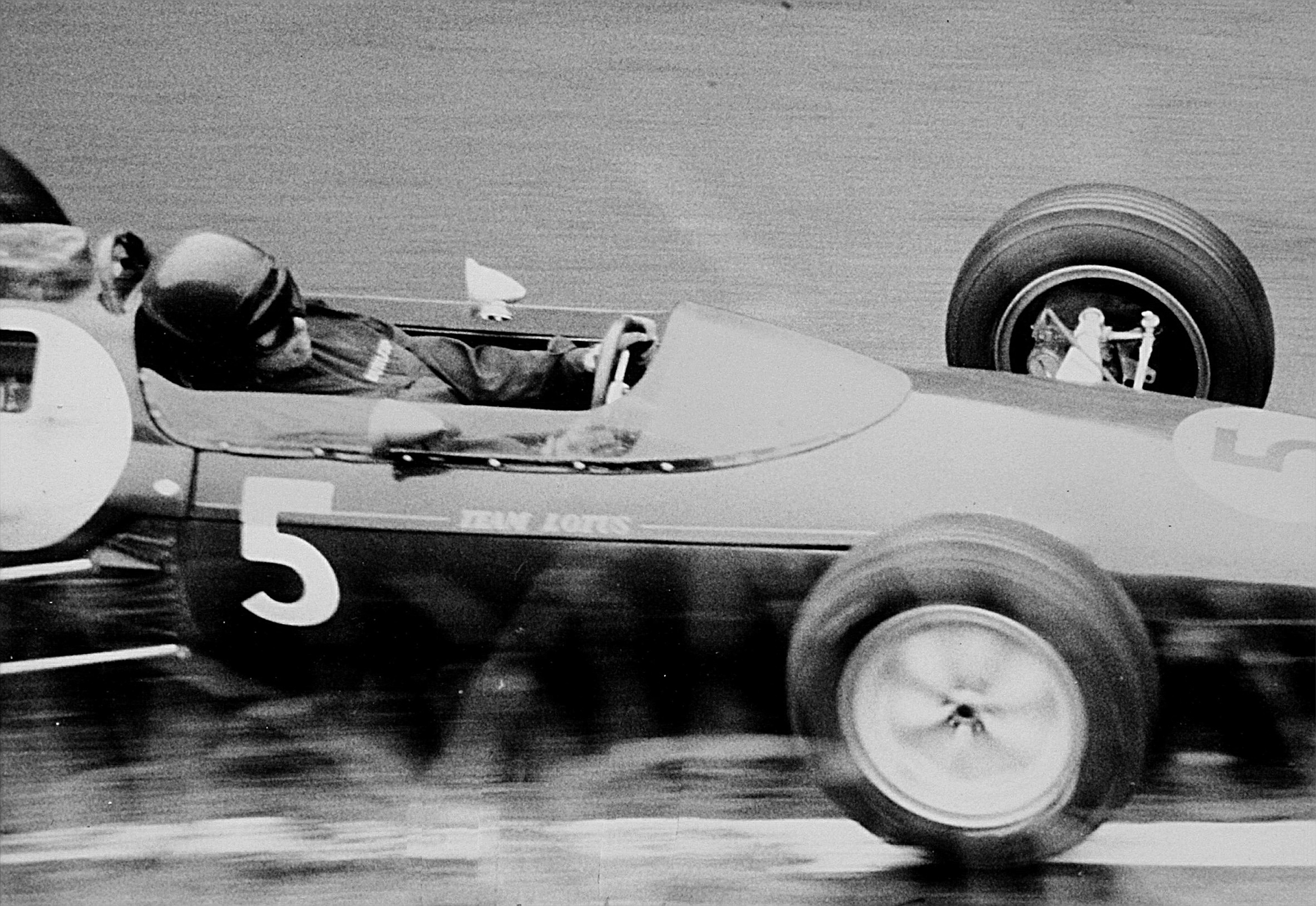
Jim Clark vid Tysklands Grand Prix 1962.

### Formel 1-VM 1962
Lotus 25:ans debutsäsong 1962 vann Jim Clark tre lopp medan hans stallkamrat Trevor Taylor hade en mindre lyckad säsong. Clark kom tvåa i förarmästerskapet efter Graham Hill. Taylor slutade tia. I konstruktörsmästerskapet kom Lotus tvåa efter BRM.

### Formel 1-VM 1963
1963 tog Jim Clark sin första VM-titel efter att ha vunnit sju av säsongens tio lopp. Trevor Taylor återfanns först på sextonde plats i förarmästerskapet, medan Lotus vann konstruktörsmästerskapet för första gången.

### Formel 1-VM 1964
Team Lotus startade säsongen 1964 med 25-modellen och fortsatte använda bilen även sedan 33:an introducerats vid Tysklands Grand Prix. Jim Clark tog tre segrar och blev bäste Lotus-förare med en tredjeplats i förarmästerskapet medan Peter Arundell slutade nia. Lotus kom på tredje plats i konstruktörsmästerskapet.

### Formel 1-VM 1965
1965 tog Jim Clark sex segrar under säsongen och blev därmed världsmästare för andra gången. Mike Spence slutade åtta i förarmästerskapet. Lotus tog sin andra seger i konstruktörsmästerskapet.

### Formel 1-VM 1966
Säsongen 1966 präglades av problem med trelitersbilen Lotus 43 och stallet fortsatte tävla även med den gamla 33-modellen, trots att den inte var konkurrenskraftig med sin lilla motor. Jim Clark lyckades ändå ta en tredjeplats i Nederländernas Grand Prix med 33:an och tillsammans med en seger i USA:s Grand Prix med 43:an räckte det till sjätte plats i förarmästerskapet.